# Eduard Arbós
Eduard Arbós Borrás oder katalanisch Eduard Arbós i Borràs (* 7. Mai 1983 in Terrassa) ist ein ehemaliger spanischer Hockeyspieler. Er gewann 2008 mit der spanischen Nationalmannschaft die olympische Silbermedaille. 2005 war er Europameister und 2007 Europameisterschaftszweiter. 

## Karriere
Der Stürmer spielte von 2004 bis 2014 in der spanischen Nationalmannschaft, kam aber nach 2009 nur noch selten zum Einsatz.  
2005 bei der Europameisterschaft in Leipzig trafen die Spanier im Halbfinale auf die deutschen Mannschaft und gewannen 3:2, im Finale bezwangen sie die Niederländer mit 4:2. 2007 bei der Europameisterschaft in Manchester besiegten die Spanier im Halbfinale die deutsche Mannschaft nach Verlängerung und Penaltyschießen. Im Finale unterlagen sie den Niederländern mit 2:3. Bei den Olympischen Spielen 2008 unterlagen die Spanier in der Vorrunde den Deutschen mit 0:1, belegten aber den ersten Platz ihrer Vorrundengruppe. Im Halbfinale bezwangen die Spanier die Australier mit 3:2. Im Finale trafen sie wieder auf das deutsche Team und verloren mit 0:1.
Eduard Arbós spielte in der spanischen Liga für den Club Egara aus Terrassa. 